# OSSA Motoball
L'OSSA Motoball fou un model de motocicleta dissenyat específicament per a la pràctica del motoball que va fabricar OSSA de 1983 a 1984. La moto era una adaptació al motoball, una modalitat que durant aquella època gaudia de força seguiment a Catalunya, de la darrera versió de la Phantom de motocròs, de la qual heretava el motor de dos temps monocilíndric de 244 cc refrigerat per aire i el bastidor de doble bressol. El dipòsit de benzina i el color groc dels parafangs i plaques eren els mateixos que els de la TR 80 de trial, "la groga".
Aquest model es va desenvolupar el 1983 sota comanda del Moto Club Esplugues i se'n van fabricar unes poques unitats, entre vint i trenta, algunes de les quals es van exportar a França, on el motoball és encara un esport arrelat. Les motos es van muntar al taller Doble Rueda, de l'Hospitalet de Llobregat, motiu pel qual les plaques porta-números en lluïen el logotip: DR, de "Doble Rueda".
A Catalunya, el motoball va viure un moment d'esplendor al tombant de la dècada del 1970. Els anys 1984 i 1985 es va celebrar una Copa d'Espanya de motoball i el Moto Club Esplugues, equipat amb les OSSA, en va guanyar tots dos títols. Aquest mateix equip va arribar a disputar competicions europees amb èxit.

## Característiques
Tot i partir del xassís i el motor de la Phantom AS77, del qual mantenia el número de sèrie, l'OSSA Motoball se'n diferenciava clarament per les nombroses modificacions que incorporava, ja que es tractava d'adaptar una moto de motocròs al motoball. Les suspensions eren més curtes i inclinades per tal de fer la moto com més baixa millor. Hi havia canvis dràstics en diversos punts clau: per tal que el jugador pogués fer servir el peu que calgués segons la jugada (portant la pilota, passant-la o xutant pel costat que li anés millor), el pedal de fre estava desdoblat, amb un a cada costat de la moto, i el comandament del canvi de marxes, en comptes de ser per pedal, era al puny esquerre, a l'estil de la Vespa. La caixa de canvis era de només dues velocitats.
El xassís i la roda anterior duien unes barres metàl·liques que, d'una banda, protegien la moto d'eventuals cops i caigudes i, de l'altra, ajudaven a controlar la pilota. El basculant duia també una planxa metàl·lica afegida a sota amb la mateixa finalitat. El tub d'escapament era del tipus de l'OSSA Desert, de sortida inferior i angle ascendent que acabava a l'alçada del parafang posterior, tot i que amb algunes modificacions. El dipòsit de benzina era el de la TR 80 i el seient era especial, curt però tou.
El color triat per a la moto, el groc de la gamma de trial, era el que el Moto Club Esplugues feia servir com a color oficial dels seus equips de motoball.
Fitxa tècnica
| Motoball DR 250 | Motoball DR 250             | Motoball DR 250 |
| --- | --------------------------- | --------------- |
| Id. Model | B6                          |                 |
| Núm. Sèrie | B600001                     |                 |
| Anys | 1983-1984                   |                 |
| CC | 244,29                      |                 |
| Diàmetre x Carrera | 72 x 60 mm                  |                 |
| Compressió | ?                           |                 |
| CV | ?                           |                 |
| Carburador | Amal 34 mm                  |                 |
| Canvi | 2 velocitats                |                 |
| Suspensió davant | Forquilla telescòpica 80 mm |                 |
| Suspensió darrera | Amortidors hidràulics 30 mm |                 |
| Pneumàtic davant | 3,00 x 17                   |                 |
| Pneumàtic darrera | 4,50 x 18                   |                 |
| Frens davant | Tambor 150 mm               |                 |
| Frens darrera | Tambor 150 mm               |                 |
| Pes en sec | 90 Kg                       |                 |
| Pintura dipòsit | Groc                        |                 |
| \| • Altres \| \| ------------------------------------------------------------------------------- \| \| - Encesa: Volant magnètic electrònic - Batalla: 1.340 mm - Alçada selló: 740 mm \| |                             |                 |
| • Altres |                             |                 |
| - Encesa: Volant magnètic electrònic - Batalla: 1.340 mm - Alçada selló: 740 mm |                             |                 |